# Список кардиналов, возведённых папой римским Евгением III

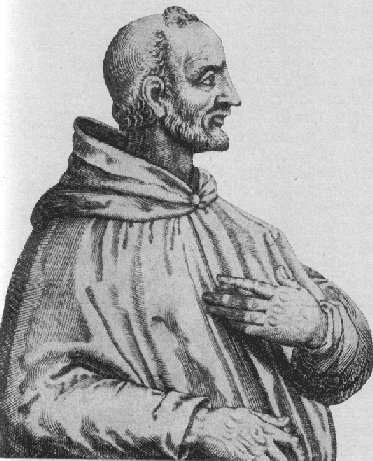
Папа Евгений III

Кардиналы, возведённые Папой римским Евгением III — 38 прелатов, клириков и мирян были возведены в сан кардинала на шести Консисториях за тринадцать с половиной лет понтификата Евгения III.
Самой крупной консисторией была Консистория от 1150 года, на которой было возведено четырнадцать кардиналов.

## Консистория 1145 года
- Бернардо, регулярный каноник Святого Фридиана Луккского, приор Латеранского монастыря, Рим (кардинал-священник церкви Сан-Клементе);
- Джордано Бобоне (титулярная диакония неизвестна);
- Ги (кардинал-дьякон с титулярной диаконией Санта-Мария-ин-Портико-Октавиа);
- Раньеро Марескотти (кардинал-дьякон с титулярной диаконией Санти-Серджо-э-Бакко);
- Чинцио (кардинал-дьякон с титулярной диаконией Санти-Серджо-э-Бакко);
- Беркарко (титулярная диакония неизвестна);
- Джерардо (титулярная диакония неизвестна);
- Гвидо (титулярная диакония неизвестна);

## Консистория 1146 года
- Николас Брейкспир, регулярный каноник Святого Руфа Авиньонского, генеральный аббат своего ордена (кардинал-епископ Альбано);
- Бернард, O.S.B.Cas. (титулярная церковь неизвестна);
- Григорий (титулярная диакония неизвестна).

## Консистория 1148 или 1149 года
- Гвидо (кардинал-епископ Остии);
- Джованни (кардинал-священник церкви Сан-Марко);
- Греко (кардинал-дьякон с титулярной диаконией Санти-Серджо-э-Бакко);
- Джерардо Каччанемичи, каноник соборного капитула Пизы (кардинал-дьякон с титулярной диаконией Санта-Мария-ин-Виа-Лата);
- Галфруа (титулярная диакония неизвестна);
- Гвалтерио  (кардинал-дьякон с титулярной диаконией Санта-Мария-ин-Портико-Октавиа).

## Консистория 1150 года
- Юг, O.Cist., аббат монастыря Труа-Фонтен, Шалон-сюр-Марн, Франция (кардинал-епископ Остии и Веллетри);
- Джованни Конти (кардинал-священник церкви Санти-Джованни-э-Паоло);
- Джерардо (кардинал-священник церкви Санто-Стефано-аль-Монте-Челио);
- Ченцио (кардинал-священник церкви Сан-Лоренцо-ин-Лучина);
- Роландо Бандинелли, Can.Reg.Lat. (кардинал-дьякон с титулярной диаконией Санти-Козма-э-Дамиано);
- Эррико Морикотти, O.Cist., аббат монастыря Святых Викентия и Афанасия, Рим (кардинал-священник церкви Санти-Нерео-эд-Акиллео);
- Джованни Мерконе, архидиакон Тира (кардинал-священник церкви Санти-Сильвестро-э-Мартино-ай-Монти);
- Ченцио (кардинал-дьякон с титулярной диаконией Санта-Мария-ин-Аквиро);
- Джованни (кардинал-дьякон с титулярной диаконией Санти-Серджо-э-Бакко);
- Сильвестр, O.S.B., аббат монастыря Субьяко (титулярная церковь или титулярная диакония неизвестны);
- Жан, O.S.B.Clun., аббат монастыря Деоля, Бурж, Франция (титулярная диакония неизвестна);
- Ардиццоне, епископ Кумы (титулярная церковь неизвестна);
- Маттео (титулярная церковь или титулярная диакония неизвестны);
- Гвидо ди Крема (кардинал-дьякон с титулярной диаконией Сант-Эустакьо).

## Консистория 1151 года
- Альберто (кардинал-дьякон с титулярной диаконией Сант-Эустакьо);
- Бернард, O.Cist. (кардинал-дьякон с титулярной диаконией Санти-Козма-э-Дамиано).

## Консистория 1152 года
- Ильдебрандо Грасси, регулярный каноник Святой Марии Ренской, администратор диоцеза Модены (кардинал-дьякон с титулярной диаконией Сант-Эустакьо);
- Оттоне (кардинал-дьякон с титулярной диаконией Сан-Никола-ин-Карчере);
- Ильдебрандо (титулярная диакония неизвестна);
- Одоне (титулярная диакония неизвестна);
- Григорий (кардинал-дьякон с титулярной диаконией Санти-Вито-э-Модесто).